# ألبرت هاريسون هويت
ألبرت هاريسون هويت (بالإنجليزية: Albert Harrison Hoyt)‏ هو مؤرخ ومحامي أمريكي، ولد في 1826، وتوفي في 1915.